# Kazachs voetbalelftal in 2008
Het Kazachs voetbalelftal speelde in totaal negen interlands in het jaar 2008, waaronder vier duels in de kwalificatiereeks voor het WK voetbal 2010 in Zuid-Afrika. De ploeg stond voor het derde opeenvolgende jaar onder leiding van de Nederlandse bondscoach Arno Pijpers. Hij werd ontslagen door de Kazachse voetbalbond na de nederlaag tegen Oekraïne (1-3) op 10 september en werd vervangen door de Duitser Bernd Storck. Op de in 1993 geïntroduceerde FIFA-wereldranglijst zakte Kazachstan in 2008 van de 108ste (januari 2008) naar de 137ste plaats (december 2008). Eén speler kwam in alle negen duels in actie, van de eerste tot en met de laatste minuut: verdediger Aleksandr Kuchma.

## Balans
| Wedstrijden | Wedstrijden | Wedstrijden | Wedstrijden | Doelpunten | Doelpunten | Doelpunten | Punten |
| Gespeeld    | Winst       | Gelijk      | Verlies     | Voor       | Tegen      | Saldo      | Punten |
| ----------- | ----------- | ----------- | ----------- | ---------- | ---------- | ---------- | ------ |
| 9           | 1           | 1           | 7           | 5          | 22         | –17        | 0.333  |

## Interlands
|                                                       |              |       |            |                                                                                        |
| 3 februari Vriendschappelijk № 108 «onderlinge duels» | Azerbeidzjan | 0 – 0 | Kazachstan | Futbol Sahalarimiz, Antalya Toeschouwers: 1.500 Scheidsrechter: Mustafa Abitoğlu (TUR) |
| 3 februari Vriendschappelijk № 108 «onderlinge duels» |              |       |            | Futbol Sahalarimiz, Antalya Toeschouwers: 1.500 Scheidsrechter: Mustafa Abitoğlu (TUR) |

|                                                                 |            |                  |          |                                                                                |
| 6 februari Vriendschappelijk № 109 «onderlinge duels» 15:00 uur | Kazachstan | 0 – 1            | Moldavië | Titanic Stadion, Antalya Toeschouwers: 300 Scheidsrechter: Gerald Lehner (AUT) |
| 6 februari Vriendschappelijk № 109 «onderlinge duels» 15:00 uur |            | 13' Igor Bugaiov |          | Titanic Stadion, Antalya Toeschouwers: 300 Scheidsrechter: Gerald Lehner (AUT) |

|                                                     |                       |       |            |                                                                               |
| 26 maart Vriendschappelijk № 110 «onderlinge duels» | Armenië               | 1 – 0 | Kazachstan | Hoofdveld DOTO, Rotterdam Toeschouwers: 150 Scheidsrechter: Pieter Vink (NED) |
| 26 maart Vriendschappelijk № 110 «onderlinge duels» | Edgar Manucharian 62' |       |            | Hoofdveld DOTO, Rotterdam Toeschouwers: 150 Scheidsrechter: Pieter Vink (NED) |

|                                                             | |       |            |                                                                                  |
| 23 mei Vriendschappelijk № 111 «onderlinge duels» 17:00 uur | Rusland | 6 – 0 | Kazachstan | Lokomotiv Stadion, Moskou Toeschouwers: 9.500 Scheidsrechter: Oleg Orekhov (UKR) |
| 23 mei Vriendschappelijk № 111 «onderlinge duels» 17:00 uur | Pavel Pogrebnjak 26' (pen.) Vladimir Bystrov 45+1' Konstantin Zyrjanov 59' Dinijar Biljaletdinov 85' (pen.) Dmitri Torbinski 89' Dmitri Sytsjov 90' |       |            | Lokomotiv Stadion, Moskou Toeschouwers: 9.500 Scheidsrechter: Oleg Orekhov (UKR) |

|                                                             |                                                            |       |            |                                                                                         |
| 27 mei Vriendschappelijk № 112 «onderlinge duels» 19:00 uur | Montenegro                                                 | 3 – 0 | Kazachstan | Stadion Pod Goricom, Podgorica Toeschouwers: 9.000 Scheidsrechter: Abby Toussaint (LUX) |
| 27 mei Vriendschappelijk № 112 «onderlinge duels» 19:00 uur | Radomir Đalović 15' Nikola Drinčić 21' Radomir Đalović 45' |       |            | Stadion Pod Goricom, Podgorica Toeschouwers: 9.000 Scheidsrechter: Abby Toussaint (LUX) |

|                                                                |                                                              |       |         |                                                                                     |
| 20 augustus WK-kwalificatie № 113 «onderlinge duels» 21:00 uur | Kazachstan                                                   | 3 – 0 | Andorra | Centraal Stadion, Almaty Toeschouwers: 7.700 Scheidsrechter: Veaceslav Banari (MDA) |
| 20 augustus WK-kwalificatie № 113 «onderlinge duels» 21:00 uur | Sergej Ostapenko 14' Sergej Ostapenko 30' Roman Oezdenov 44' |       |         | Centraal Stadion, Almaty Toeschouwers: 7.700 Scheidsrechter: Veaceslav Banari (MDA) |

|                                                                |                                                  |       |            |                                                                                        |
| 6 september WK-kwalificatie № 114 «onderlinge duels» 20:15 uur | Kroatië                                          | 3 – 0 | Kazachstan | Maksimir Stadion, Zagreb Toeschouwers: 17.424 Scheidsrechter: Stefan Johannesson (SWE) |
| 6 september WK-kwalificatie № 114 «onderlinge duels» 20:15 uur | Niko Kovač 13' Luka Modrić 36' Mladen Petrić 81' |       |            | Maksimir Stadion, Zagreb Toeschouwers: 17.424 Scheidsrechter: Stefan Johannesson (SWE) |

|                                                                 |                      |       |                                                                  |                                                                                 |
| 10 september WK-kwalificatie № 115 «onderlinge duels» 20:00 uur | Kazachstan           | 1 – 3 | Oekraïne                                                         | Centraal Stadion, Almaty Toeschouwers: 17.000 Scheidsrechter: Felix Brych (GER) |
| 10 september WK-kwalificatie № 115 «onderlinge duels» 20:00 uur | Sergej Ostapenko 68' |       | 45' Serhij Nazarenko 54' Andrij Sjevtsjenko 80' Serhij Nazarenko | Centraal Stadion, Almaty Toeschouwers: 17.000 Scheidsrechter: Felix Brych (GER) |

|                                                               |                                                                                                   |       |                     |                                                                                  |
| 11 oktober WK-kwalificatie № 116 «onderlinge duels» 17:15 uur | Engeland                                                                                          | 5 – 1 | Kazachstan          | Wembley Stadium, Londen Toeschouwers: 89.107 Scheidsrechter: Paul Allaerts (BEL) |
| 11 oktober WK-kwalificatie № 116 «onderlinge duels» 17:15 uur | Rio Ferdinand 52' Aleksandr Kuchma 64' (e.d.) Wayne Rooney 76' Wayne Rooney 86' Jermain Defoe 90' |       | 68' Zhambyl Kukeyev | Wembley Stadium, Londen Toeschouwers: 89.107 Scheidsrechter: Paul Allaerts (BEL) |

## FIFA-wereldranglijst
| JAN | FEB | MAR | APR | MEI | JUN | JUL | AUG | SEP | OKT | NOV | DEC |
| --- | --- | --- | --- | --- | --- | --- | --- | --- | --- | --- | --- |
| 108 | 110 | 105 | 122 | 122 | 125 | 124 | 125 | 120 | 131 | 125 | 137 |

## Statistieken
| David Loria           | 1981-10-31 | Sjachtjor Karaganda | 6 | 0 | 0 | 34 | 0 |
| Alexandr Mokin        | 1981-06-19 | FK Almaty           | 3 | 0 | 0 |    |   |
| Verdediging           |            |                     |   |   |   |    |   |
| Aleksandr Kuchma      | 1980-12-09 | FK Astana           | 9 | 0 | 0 |    |   |
| Samat Smakov          | 1978-12-08 | FK Aktobe           | 7 | 1 | 0 |    |   |
| Farkhadbek Irismetov  | 1981-08-10 | Tobol Kostanay      | 5 | 0 | 0 |    |   |
| Maksim Zhalmagambetov | 1983-07-11 | FK Astana           | 5 | 0 | 0 |    |   |
| Egor Azovskiy         | 1985-01-10 | FK Astana           | 4 | 0 | 0 |    |   |
| Yuriy Logvinenko      | 1988-07-22 | FK Aktobe           | 1 | 1 | 0 |    |   |
| Aleksandr Kirov       | 1984-09-04 | FK Almaty           | 1 | 0 | 0 |    |   |
| Aleksandr Kislitsyn   | 1986-03-08 | Sjachtjor Karaganda | 1 | 0 | 0 |    |   |
| Andrey Travin         | 1979-04-27 | FK Almaty           | 0 | 1 | 0 |    |   |
| Middenveld            |            |                     |   |   |   |    |   |
| Roeslan Baltiev       | 1978-09-16 | Tobol Kostanay      | 7 | 0 | 0 |    |   |
| Sergey Skorykh        | 1984-05-25 | Tobol Kostanay      | 7 | 0 | 0 |    |   |
| Ulugbek Asanbaev      | 1979-09-13 | FK Aktobe           | 5 | 0 | 0 |    |   |
| Dmitri Bjakov         | 1978-04-09 | Sjachtjor Karaganda | 4 | 1 | 0 |    |   |
| Andrei Karpovich      | 1981-01-18 | Dinamo Moskou       | 3 | 3 | 0 | 38 | 2 |
| Kairat Nurdauletov    | 1982-11-06 | Tobol Kostanay      | 3 | 1 | 0 |    |   |
| Zhambyl Kukeyev       | 1988-09-20 | FK Almaty           | 2 | 1 | 1 |    |   |
| Kajrat Asjirbekov     | 1982-10-21 | Sjachtjor Karaganda | 2 | 1 | 0 |    |   |
| Maksat Baizhanov      | 1984-08-06 | Kaysar Kyzylorda    | 1 | 2 | 0 |    |   |
| Sabyrkhan Ibraev      | 1988-03-22 | Tobol Kostanay      | 1 | 1 | 0 |    |   |
| Denis Rodionov        | 1985-07-26 | FK Almaty           | 1 | 1 | 0 |    |   |
| Ali Aliev             | 1980-10-27 | Kayseri Erciyesspor | 1 | 0 | 0 |    |   |
| Tanat Nuserbaev       | 1988-01-01 | FK Ordabasy Şımkent | 1 | 0 | 0 |    |   |
| Nikita Khokhlov       | 1983-10-27 | FK Aktobe           | 0 | 2 | 0 |    |   |
| Sergey Larin          | 1986-07-22 | FK Almaty           | 0 | 2 | 0 |    |   |
| Anton Chichulin       | 1984-10-27 | FK Astana           | 0 | 1 | 0 |    |   |
| Gleb Maltsev          | 1988-03-07 | Irtysj Pavlodar     | 0 | 1 | 0 |    |   |
| Talgat Sabalakov      | 1986-07-09 | Tobol Kostanay      | 0 | 1 | 0 |    |   |
| Aanval                |            |                     |   |   |   |    |   |
| Nurbol Zhumaskaliyev  | 1981-05-11 | Tobol Kostanay      | 8 | 0 | 0 |    |   |
| Sergej Ostapenko      | 1986-02-23 | FK Almaty           | 7 | 2 | 3 |    |   |
| Murat Suyumagambetov  | 1983-10-14 | Sjachtjor Karaganda | 2 | 2 | 0 |    |   |
| Roman Oezdenov        | 1979-03-10 | FC Atıraw           | 1 | 2 | 1 |    |   |

KFF · A-internationals · Bondscoaches · Statistieken · Kazachs vrouwenelftal · Olympisch elftal · Kazachstan U21 · Kazachstan U20 · Kazachstan U19 · Kazachstan U18 · Kazachstan U17
1992 – 1999 · 2000 – 2009 · 2010 – 2019 · 2020 – 2029
1992 · 1993 · 1994 · 1995 · 1996 · 1997 · 1998 · 1999 · 2000 · 2001 · 2002 · 2003 · 2004 · 2005 · 2006 · 2007 · 2008 · 2009 · 2010 · 2011 · 2012 · 2013 · 2014 · 2015 · 2016 · 2017 · 2018 · 2019 · 2020 · 2021 · 2022 · 2023 ·
2024 · 2025
Albanië ·
Andorra ·
Armenië ·
Azerbeidzjan ·
Bahrein ·
België ·
Bosnië en Herzegovina ·
Bulgarije ·
Burkina Faso ·
China ·
Curaçao ·
Cyprus ·
Denemarken ·
Duitsland ·
Engeland ·
Estland ·
Faeröer ·
Finland ·
Frankrijk ·
Georgië ·
Griekenland ·
Hongarije · 
Ierland ·
IJsland ·
Irak ·
Iran ·
Japan ·
Jordanië ·
Kirgizië ·
Koeweit ·
Kroatië ·
Laos ·
Letland ·
Libanon ·
Libië ·
Liechtenstein ·
Litouwen ·
Litouwen ·
Luxemburg ·
Malta ·
Moldavië ·
Montenegro ·
Nederland ·
Nepal ·
Noord-Ierland ·
Noord-Korea ·
Noord-Macedonië ·
Noorwegen ·
Oekraïne ·
Oezbekistan ·
Oman ·
Oostenrijk ·
Pakistan ·
Palestina ·
Polen ·
Portugal ·
Qatar ·
Roemenië ·  
Rusland ·
San Marino ·
Saoedi-Arabië ·
Schotland ·
Servië ·
Singapore ·
Slovenië ·
Slowakije ·
Syrië ·
Tadzjikistan ·
Thailand ·
Tsjechië ·
Turkmenistan ·
Turkije ·
Verenigde Arabische Emiraten ·
Vietnam ·
Wales ·
Wit-Rusland ·
Zuid-Korea ·
Zweden